# Tearin’ Up My Heart
«Tearin' Up My Heart» (с англ. — «Мое сердце разрывается») — песня бой-бенда *NSYNC с их дебютного альбома «'N Sync» (1997). Песня вошла в десятку лучших в нескольких странах, включая Германию и Великобританию.

## История создания
Первоначально песня была написана для группы Backstreet Boys, но в конечном итоге была передана NSYNC. Она была написана в соавторстве Максом Мартином и Кристианом Лундином в течение трех дней после того, как их дебютный сингл «I Want You Back» стал появляться в чартах Европы. Их лейбл, Ariola Records, пожелал, чтобы следующий сингл был таким же, но предназначался бы только для американской аудитории.
В интервью журналу Idolator Лундин рассказал о записи песни:

Я не спал всю ночь, заканчивал черновой вариант трека, лег спать около 7 утра и планировал поспать пару часов перед записью. У нас был только один день на все, прежде чем ребята должны были сесть на рейс в Германию на следующее утро. К моему несчастью, пропустив, должно быть, четыре будильника, несколько тревожных звонков и отчаянный стук Денниса и Мартина в мою дверь, я проспал добрых семь часов. Ребята были великолепны и в хорошей форме, несмотря на то, что накануне вечером летали в Стокгольм. Деннис и Мартин взяли их на экскурсию в Стокгольм пока ждали моего ответа, так что они все еще были в хорошем настроении. Излишне говорить, что мы не делали никаких перерывов во время теперь уже очень поздней сессии, которая продолжалась до 6 утра. На самом деле мы записывали последние партии с Джей Си когда остальные ребята были уже на пути в аэропорт.
Ребята были рады записать песню, так как Джей Си понимал, что теперь они смогут начать и закончить шоу двумя хитами.

## Прием
В 2007 году канал VH1 назвал Tearin' Up My Heart 30-м хитом 1990-х годов. В рейтинге Billboard «100 величайших песен бой-бэндов всех времен» эта песня заняла пятое место.
Песня вошла в топ-10 в нескольких странах, она заняла 3-е место в Канаде, 4-е место в Германии и Австрии, 6-е место в Швеции и 9-е место в Великобритании. Она также вошла в топ-20 в Австралии, Ирландии и Новой Зеландии.
В США песня Tearin' Up My Heart заняла 59-е место в чарте Billboard Hot 100.
Песня получила статус серебряной в Великобритании.

## Видеоклип
Видеоклип снимал Штефан Рузовицки с 12 по 15 января 1997 года на старом складе в Майами, штат Флорида. Он был выпущен в феврале 1997 года. По состоянию на декабрь 2019 года видео имеет более 53 миллионов просмотров на YouTube.

## Трек-лист
| - German CD maxi single (74321 45150 2) - Australian 1997 CD maxi single (74321 45150 2) - UK 1997 CD single (74321 49233 2) 1. "Tearin' Up My Heart" (Radio Edit) – 3:26 2. "Tearin' Up My Heart" (Extended Version) – 4:45 3. "Tearin' Up My Heart" (Phat Dub) – 6:28 4. "Tearin' Up My Heart" (Phat Swede Instrumental) – 6:44 - German CD maxi single – The Remix (74321 47245 2) 1. "Tearin' Up My Heart" (Phat Radio) – 4:07 2. "Tearin' Up My Heart" (Phat Swede Club Mix) – 6:44 3. "Tearin' Up My Heart" (Phat Dub) – 6:28 4. "Tearin' Up My Heart" (Extended Version) – 4:45 5. "Tearin' Up My Heart" (Radio Edit) – 3:26 - German limited edition heart shaped CD 1. "Tearin' Up My Heart" (Radio Edit) – 3:26 2. "Tearin' Up My Heart" (Extended Version) – 4:45 - UK/Ireland CD digipak (74321 50515 2) 1. "Tearin' Up My Heart" (Radio Edit) – 3:26 2. "Tearin' Up My Heart" (Phat Swede Club Mix) – 6:44 3. "More Than a Feeling" – 3:44 | - UK/Europe CD1 poster pack (74321 67585 2) 1. "Tearin' Up My Heart" (Beat Back Radio Edit) – 3:29 2. "You Got It" – 3:33 3. "Tearin' Up My Heart" (Riprock & Alex G's Heart Edit) – 3:52 - UK/Europe CD2 (74321 67583 2) 1. "Tearin' Up My Heart" (Original Version) – 3:31 2. "Crazy for You" – 3:41 3. Exclusive interview – 10:48 - Australian 1998 CD single (74321 66080 2) 1. "Tearin' Up My Heart" (Original Version) – 3:30 2. "Tearin' Up My Heart" (Beat Back Radio Edit) – 3:28 3. "Tearin' Up My Heart" (Riprock and Alex G's Heart & Key Edit) – 3:51 4. "Tearin' Up My Heart" (JJ Flores Main Level Edit) – 3:52 - US CD maxi single (RDJ 65484-2) 1. "Tearin' Up My Heart" (Beat Back Radio Edit) – 3:28 2. "Tearin' Up My Heart" (Original Version) – 3:30 3. "Tearin' Up My Heart" (Riprock And Alex G’s Heart & Key Edit) – 3:51 4. "Tearin' Up My Heart" (Riprock And Alex G’s Smooth Edit) – 3:51 5. "Tearin' Up My Heart" (JJ Flores Main Level Edit) – 3:52 6. "Tearin' Up My Heart" (Suggested Callout Hook #1) – 0:09 7. "Tearin' Up My Heart" (Suggested Callout Hook #2) – 0:08 |

## Номинации
| Награда                | Год  | Категория        | Результат | Прим.  |
| ---------------------- | ---- | ---------------- | --------- | ------ |
| MTV Video Music Awards | 1999 | Best Pop Video   | Номинация | [ 18 ] |
| MTV Video Music Awards | 1999 | Best Group Video | Номинация | [ 18 ] |
| MTV Video Music Awards | 1999 | Viewer's Choice  | Номинация | [ 18 ] |

## Чарты
| Чарт (1997–1999)                   | Высшая позиция |
| ---------------------------------- | -------------- |
| Австралия (ARIA)                   | 20             |
| Австрия (Ö3 Austria Top 40)        | 4              |
| Канада (RPM Top Singles)           | 3              |
| Канада (RPM Dance/Urban)           | 3              |
| Europe (European Hot 100)          | 19             |
| Германия (GfK)                     | 4              |
| Irish Singles Chart                | 18             |
| Нидерланды (Single Top 100)        | 31             |
| Новая Зеландия (Recorded Music NZ) | 19             |
| Scottish Singles Chart             | 10             |
| Швеция (Sverigetopplistan)         | 6              |
| Великобритания (OCC UK Singles)    | 9              |
| США (Billboard Hot 100)            | 59             |
| US Billboard Hot 100 Airplay       | 15             |
| США (Billboard Adult Pop Airplay)  | 39             |
| США (Billboard Pop Airplay)        | 6              |
| США (Billboard Rhythmic)           | 19             |

| Чарт (1997)                      | Позиция |
| -------------------------------- | ------- |
| Austria (Ö3 Austria Top 40)      | 33      |
| Europe (European Hot 100)        | 86      |
| Germany (Official German Charts) | 30      |

## Сертификации
| Регион                                                      | Сертификация | Продажи |
| ----------------------------------------------------------- | ------------ | ------- |
| Великобритания (BPI)                                        | Серебряный   | 200,000 |
| ^ Данные о тиражах приведены только на основе сертификации. |              |         |